# Turn It Up (álbum)
Turn It Up es el primer álbum de la cantante y compositora inglesa Pixie Lott, fue lanzado el 14 de septiembre de 2009. Se publicaron 5 sencillos oficiales del álbum, "Mama Do (Uh Oh, Uh Oh)", "Boys and Girls", "Cry Me Out", "Gravity" y "Turn It Up" todos alcanzaron el Top 40 en gran parte de Europa. En octubre de 2010 lanzó una reedición llamada, Turn It Up Louder la cual contiene 10 canciones más, entre ellas los sencillos "Broken Arrow" y "Can't Make This Over".

## Sencillos
- Mama Do (Uh oh, uh oh) escrito por Lott, Phil Thornalley, y Mads Hauge y producido por Thornalley y Hauge, fue lanzado digitalmente en el Reino Unido el 6 de junio de 2009 como primer sencillo del álbum, y entró en una semana en las listas UK Singles Chart y permaneció nueve semanas en los cuarenta primeros puestos.

- Boys and Girls es el segundo sencillo de su álbum debut. Se publicó el 7 de septiembre de 2009, una semana antes del lanzamiento del álbum.[10]

- Cry Me Out fue lanzada como el tercer sencillo el 30 de noviembre de 2009. El sencillo alcanzó la posición número 12 en las listas británicas, siendo el primer sencillo de Pixie Lott que no logra alcanzar el número 1 o entrar en el top 10. El videoclip fue dirigido por Jake Nava.

- Gravity escrita por Lucas Secon y Ina Wroldsen, iba a ser el primer sencillo y después el segundo, pero finalmente salió como sencillo el 8 de marzo de 2010.

- Turn It Up escrita por Lott se lanza como el quinto sencillo de su producción discográfica con el mismo nombre.

- Broken Arrow será lanzada el 18 de octubre como el primer sencillo de la reedición de su álbum debut Turn It Up Louder.

## Lista de canciones
| N.º | Título                    | Escritor(es)                                          | Producer(s)                        | Duración |  |
| 1.  | «Mama Do (Uh Oh, Uh Oh)»  | Phil Thornalley, Mads Hauge                           | Thornalley, Hauge                  | 3:16     |  |
| 2.  | «Cry Me Out»              | Pixie Lott, Hauge, Thornalley, Colin Campsie          | Hauge, Thornalley                  | 4:04     |  |
| 3.  | «Band Aid»                | Lott, Toby Gad                                        | Gad                                | 3:30     |  |
| 4.  | «Turn It Up»              | Lott, Ruth-Anne Cunningham, Jonas Jeberg, Mich Hansen | Jeberg, Cutfather                  | 3:16     |  |
| 5.  | «Boys and Girls»          | Hauge, Thornalley, Lott                               | Thornalley, Hauge, Fraser T. Smith | 3:02     |  |
| 6.  | «Gravity»                 | Jeberg, Hansen, Lucas Secon, Ina Wroldsen             | Jeberg, Cutfather                  | 3:35     |  |
| 7.  | «My Love»                 | Lott, Cunnigham, Jeberg, Hansen                       | Jeberg, Cutfather                  | 3:19     |  |
| 8.  | «Jack»                    | Lott, Marion Raven, Peter Zizzo                       | Zizzo                              | 3:12     |  |
| 9.  | «Nothing Compares»        | Lott, Gad, Kaci Brown                                 | Gad                                | 3:34     |  |
| 10. | «Here We Go Again»        | Lott, RedOne, Steve Kipner, Andy Frampton             | RedOne                             | 3:06     |  |
| 11. | «The Way the World Works» | Zizzo, Lott                                           | Zizzo                              | 3:11     |  |
| 12. | «Hold Me in Your Arms»    | Lott, Ryan Laubscher                                  | Laubscher                          | 3:30     |  |

### Turn It Up Louder
| N.º | Título                                 | Escritor(es)                                                         | Producer(s) | Duración |  |
| 13. | «Use Somebody»                         | C. Followill, N. Followill, J. Followill, M. Followill               |             | 3:08     |  |
| 14. | «When Love Takes Over»                 | Miriam Nervo, Olivia Nervo, Kelly Rowland, David Guetta, Fred Rister |             | 3:20     |  |
| 15. | «Without You»                          | Lott, Harvey Mason, Jr., Kara DioGuardi, Andrew Hey, Steve Russell   |             | 3:50     |  |
| 16. | «Rolling Stone»                        | Lott, RedOne                                                         |             | 3:40     |  |
| 17. | «Want You»                             | Lott, Johannes Joergensen, Dicky Klein, Tim McEwan                   |             | 3:58     |  |
| 18. | «Broken Arrow»                         | Lott, Gad, Cunningham                                                |             | 3:45     |  |
| 19. | «Coming Home» (featuring Jason Derulo) | Lott, Sirach Charles, Jason Derülo                                   |             | 3:36     |  |
| 20. | «Doing Fine (Without You)»             | Lott, Chris Braide, Cathy Dennis                                     |             | 3:09     |  |
| 21. | «Can't Make This Over»                 | Eve Nelson, Daniel Bedingfield                                       |             | 3:31     |  |
| 22. | «Catching Snowflakes»                  | Lott, Teenmu Brunila                                                 |             | 3:47     |  |

### CD en Reforzamiento
- El CD mejorado incluye un enlace a una página web, que sólo se puede acceder con el disco en su unidad de CD-ROM, como:[12]

- Vídeos de Boys and Girls y Mama Do (Uh oh, uh oh)' para ver en línea Descarga gratis.

## Posicionamiento
| Listas (2009)                   | Primeras posiciones |
| ------------------------------- | ------------------- |
| Austrian Albums Chart           | 70                  |
| Belgian Albums Chart (Wallonia) | 70                  |
| Danish Albums Chart             | 16                  |
| Dutch Albums Chart              | 92                  |
| European Top 100 Albums         | 24                  |
| French Albums Chart             | 61                  |
| Irish Albums Chart              | 18                  |
| New Zealand Albums Chart        | 30                  |
| Swiss Albums Chart              | 49                  |
| UK Albums Chart                 | 6                   |

| País        | Certificador | Certificación | Ventas   |
| ----------- | ------------ | ------------- | -------- |
| Reino Unido | BPI          | 2xPlatinum    | +600 000 |

## Historial de versiones
| País        | Año                      | Discográfica | Formato              |
| ----------- | ------------------------ | ------------ | -------------------- |
| Irlanda     | 11 de septiembre de 2009 | Mercury      | CD                   |
| Reino Unido | 14 de septiembre de 2009 | Mercury      | CD, descarga digital |
| Portugal    | 14 de septiembre de 2009 | Universal    | CD                   |
| Dinamarca   | 14 de septiembre de 2009 | Universal    | CD                   |
| Italia      | 18 de septiembre de 2009 | Universal    | CD, digital download |
| México      | 21 de septiembre de 2009 | Universal    | CD                   |
| Brasil      | 22 de septiembre de 2009 | Universal    | CD                   |
| Alemania    | 25 de septiembre de 2009 | Universal    | CD                   |